# مخير الرشيدي
مخير صالح الرشيدي لاعب كرة قدم سعودي، يلعب في خط الدفاع حالياً في نادي الفيحاء.
مثل نادي الصواري في الفئات السنية و انتقل إلى نادي الفيحاء في عام 2017 .

## روابط خارجية
- مخير الرشيدي على موقع Soccerway.com (الإنجليزية)
- مخير الرشيدي على موقع كووورة